# Phyllanthus tepuicola
Phyllanthus tepuicola är en emblikaväxtart som beskrevs av Julian Alfred Steyermark. Phyllanthus tepuicola ingår i släktet Phyllanthus och familjen emblikaväxter. Inga underarter finns listade i Catalogue of Life.